# Draconarius digitusiformis
Draconarius digitusiformis là một loài nhện trong họ Amaurobiidae.
Loài này thuộc chi Draconarius. Draconarius digitusiformis được miêu tả năm 1990 bởi Jia-Fu Wang et al..